# Serbisch-Montenegrinische Badminton-Juniorenmeisterschaft
Serbisch-Montenegrinische Badminton-Juniorenmeisterschaften wurden von 2003 bis 2006 ausgetragen und gingen danach fließend in die Meisterschaften von Serbien über.

## Die Titelträger
| Saison | Herreneinzel       | Dameneinzel       | Herrendoppel                        | Damendoppel                        | Mixed             |
| ------ | ------------------ | ----------------- | ----------------------------------- | ---------------------------------- | ----------------- |
| 2003   | Vladimir Bacanović | Ana Zorić         | nicht ausgetragen                   | nicht ausgetragen                  | nicht ausgetragen |
| 2004   | Strahinja Stancic  | Stasa Manojlović  | Strahinja Stancić Vojimir Vukojević | Marija Ivanković Jelena Ignjatović | nicht ausgetragen |
| 2005   | Vladimir Savić     | Nevena Velicković | nicht ausgetragen                   | nicht ausgetragen                  | nicht ausgetragen |
| 2006   | Strahinja Stancic  | Stefana Stanković | Nemanja Stosić Ilija Pavlović       | nicht ausgetragen                  | nicht ausgetragen |